# Alpha Flight
Alpha Flight è un supergruppo canadese di supereroi dei fumetti, creata da Chris Claremont (testi) e dall'autore di origini canadesi John Byrne (disegni), pubblicato dalla Marvel Comics.
La loro prima apparizione risale a una storia in due parti pubblicata sui numero 120 e 121 di Uncanny X-Men (aprile 1979), tradotti in Italia per la prima volta dall'Editoriale Corno su L'Uomo Ragno (seconda serie) nei numeri 21, 22, 26 e 27.

## Prima serie
Bisogna attendere fino al 1983 per vederli titolari di una serie a loro dedicata.
Sebbene riluttante ad accettare l'incarico John Byrne scrisse e disegnò 28 numeri prima di abbandonarla ad altri autori. Durante la sua permanenza la serie attrasse l'attenzione dei fan con saghe che si occupavano di un personaggio o due alla volta, per approfondirne le caratteristiche e raramente mostrò l'intero gruppo in azione insieme. Questo approccio era insolito rispetto al trattamento riservato agli altri gruppi Marvel come X-Men, Vendicatori o i Fantastici Quattro.
La composizione iniziale di Alpha Flight era completamente canadese, e comprendeva (tra parentesi i nomi originali se differenti):
- Guardian, James McDonald Hudson: si presenta inizialmente come Weapon Alpha (in Uncanny X-Men n. 109, in Italia Thor e i Vendicatori numeri 216 e 217, Editoriale Corno), poi come Vindicator in Uncanny X-Men n. 120 (Uomo Ragno, seconda serie, numeri 21 e 22, Editoriale Corno). Dal numero 2 di Alpha Flight prima serie (Capitan America e i Vendicatori n. 1, Star Comics) assume il nome in codice di Guardian. Era uno scienziato di Ottawa che indossava una tuta da combattimento che gli permetteva di volare ed avere un campo di forza che lo circondava. Era il leader e il suo costume recava la foglia d'acero, simbolo tipico della bandiera canadese (maple leaf flag), equivalente delle star and strips sul costume di Capitan America. Dopo la sua morte nel numero 12, sua moglie (Heather McNeil Hudson) assunse il suo ruolo e indossò la sua tuta da combattimento con il nome di Vindicator.
- Marrina, Marrina Smallwood: una donna anfibio originaria di Terranova. Era un ex componente di Beta Flight (una delle squadre di riserva di Alpha Flight).
- Northstar, Jean-Paul Beaubier e Aurora, Jeanne-Marie Beaubier: gemelli volanti a supervelocità originari del Québec. Northstar è ricordato per essere il primo supereroe Marvel ad aver ammesso apertamente la sua omosessualità.
- Puck, Eugene Milton Judd: un nano forzuto e agilissimo di Saskatoon. Anche lui ex-membro di Beta Flight.
- Sasquatch, Walter Langkowski: scienziato della Columbia Britannica che poteva trasformarsi in una creatura gigantesca e pelosa, simile all'essere leggendario da cui prende il nome.
- Sciamano (Shaman), Michael Twoyoungmen: un "uomo della medicina" nativo americano (in originale First Nations, espressione usata in Canada per sostituire indiano) di Calgary.
- Snowbird, Anne McKenzie: una semi-dea inuit di Yellowknife nei territori del Nord-Ovest che poteva trasformarsi in qualunque animale del nord (come l'orso polare).

Dopo l'abbandono di Byrne la serie fu scritta da molti altri autori, tra cui Bill Mantlo, James Hudnall, Fabian Nicieza e Scott Lobdell. La serie continuò per 130 numeri, introducendo dozzine di personaggi tra buoni e cattivi, e ospitò diversi crossover con altri personaggi Marvel. Chiuse nel 1994.

## Seconda serie

Disegni di Sean Chen

Nel 1997 la serie ricomincia dal numero 1, con personaggi molto diversi. Si chiude nel 1999 dopo soli 20 numeri e un annual. I nuovi ingressi nella formazione erano:
- Flex, Adrian Corbo: fratellastro di Radius, capace di fondere gli arti superiori e inferiori in metallo.
- Manbot
- Murmur, Arlette Truffaut: una ragazza di Québec con poteri di controllo mentale.
- Radius, Jared Corbo: capace di creare un campo di forza.

## Terza serie
Nel 2004 la Marvel fa ripartire la serie con l'headline "Completamente nuovo, completamente differente" (All-New, All-Different). Il primo arco narrativo di sei episodi, che mostra Sasquatch nel tentativo di costruire una nuova squadra, si intitola «State scherzando, vero?» (You Gotta Be Kiddin' Me). La serie viene cancellata dopo 12 numeri a causa delle scarse vendite.
La nuova squadra reclutata da Sasquatch includeva:
- Centennial: un uomo di 97 anni con poteri simili a quelli di Superman manifestati dopo che Sasquatch lo aveva svegliato da un coma.
- Major Mapleleaf: il figlio di un supereroe della seconda guerra mondiale, che portava lo stesso nome.
- Nemesis: un vecchio amico-nemico di Alpha Flight.
- Puck II: la figlia del componente della prima formazione.
- Yukon Jack: un uomo misterioso proveniente da una tribù primitiva, comprato da suo padre da Sasquatch.

Il gruppo è stato annientato dal Collettivo in una storia narrata nella serie New Avengers.

## Omega Flight
In origine gli Omega Flight erano un gruppo di supercriminali formato per uccidere gli Alpha Flight, ma quando questi ultimi sono stati uccisi dal Collettivo, si è creata una nuova formazione con lo scopo di sostituire gli Alpha originali.

## Quarta serie
Il 15 febbraio 2011 la Marvel annuncia il ritorno della serie, scritta da Greg Pak e Fred Van Lente, con disegni di Dale Eaglesham. La serie è collegata al crossover Fear Itself. La serie è stata cancellata dopo otto numeri.

## Pubblicazioni in italiano
La prima serie di Alpha Flight fu pubblicata in Italia dalla Star Comics, con un primo lancio sperimentale con lo Speciale Alpha Flight (ottobre 1989, contenente il numero 1 della serie e alcune brevi storie "a solo" tratte da diversi dei primi numeri della serie). Poi le storie vennero pubblicate con una presenza quasi regolare sulla testata Capitan America e i Vendicatori dal numero 1 (gennaio 1990) al 45 (maggio 1992), e successivamente inserite nel sommario di X-Men (numeri dal 26 del settembre 1992 al 38 del settembre 1993).
Con l'acquisizione di tutti i diritti sulle serie Marvel nel 1994 da parte di Marvel Italia (poi trasformatasi in Panini Comics) la serie viene dirottata su Wolverine dal numero 55 (agosto 1994) al numero 62 (marzo 1995). In seguito (aprile 1996 - giugno 1998) la serie venne raccolta in volumi da edicola e fumetteria, senza mai completarne l'edizione integrale e cronologica. Vennero infatti saltate intere sequenze, ad esempio quella dei numeri dal 54 all'86, con l'eccezione del 62, con ogni probabilità perché conteneva una delle prime prove come disegnatore del celebre Jim Lee. Stesso destino seguì la seconda serie pubblicata solo fino al numero 12 sempre in volumi (dal giugno 1998 al febbraio 1999).
Inoltre è stata pubblicata una serie di cinque numeri con alcune storie dell'Alpha Flight e i primi cinque numeri della serie di Deadpool degli anni novanta.
La terza serie è inedita in Italia.
Omega Flight, miniserie composta da cinque numeri, è stata pubblicata su Marvel Monster Edition n. 10.
Vari Annual e numeri speciali furono pubblicati a più riprese e su varie riviste sia da Star Comics sia dalla Marvel Italia, in modo frammentario seppur selezionando le storie più significative per la continuity.

## Altri media
Alpha Flight è apparsa in una serie animata degli X-Men, nell'episodio Vecchi Amici (in originale Repo Man). Vindicator e la squadra canadese catturano Wolverine. Il Governo canadese vuole indietro il suo progetto e gli pone un ultimatum: o si unisce ad Alpha Flight o l'adamantio che ricopre il suo scheletro verrà rimosso dal suo corpo. In quest'episodio ad essere chiamato col nome di Vindicator è Guardian, non sua moglie Heather (che lavora come scienziata) e comprende (oltre a Vindicator) Puck, Snowbird, Sciamano, Northstar, Aurora e Sasquatch,